# Зхорж у Табору
Зхорж у Табору (чеш. Zhoř u Tábora) је насељено мјесто са административним статусом сеоске општине (чеш. obec) у округу Табор, у Јужночешком крају, Чешка Република.

## Становништво
Према подацима о броју становника из 2014. године насеље је имало 164 становника.